# Ocyale huachoi
Ocyale huachoi is een spinnensoort in de taxonomische indeling van de wolfspinnen (Lycosidae).
Het dier behoort tot het geslacht Ocyale. De wetenschappelijke naam van de soort werd voor het eerst geldig gepubliceerd in 1942 door Cândido Firmino de Mello-Leitão.